# Andrew Bellatti
Pour les articles homonymes, voir Bellati.
Andrew James Bellatti (né le 5 août 1991 à San Diego, Californie, États-Unis) est un lanceur de droitier des Phillies de Philadelphie de la Ligue majeure de baseball.

## Carrière
Andrew Bellatti est repêché par les Rays de Tampa Bay au 12e tour de sélection en 2009.
Un après-midi de janvier 2010, Bellatti, 18 ans, est impliqué dans un accident de la route à Spring Valley en Californie. Circulant au-dessus de la limite de vitesse permise à proximité d'une école secondaire, Bellatti omet de s'arrêter à une double ligne jaune (en), perd le contrôle de sa Ford Mustang, qui dérape sur la chaussée mouillée. La collision frontale avec une Dodge Caravan tue le conducteur de ce dernier véhicule, un homme de 50 ans. Le fils de la victime ainsi que la compagne de Bellatti sont blessés dans l'accident. En octobre 2010, Bellatti plaide coupable à une accusation d'homicide involontaire au volant d'un véhicule (vehicular manslaughter) et est en novembre condamné à 8 mois d'emprisonnement. À la suite d'un plaidoyer de marchandage et de l'intervention de la veuve de la victime, Bellatti passe 90 jours en prison avant d'être libéré.
À sa 7e saison en ligues mineures, Bellatti obtient son premier rappel des Rays et fait ses débuts dans le baseball majeur comme lanceur de relève le 9 mai 2015, récoltant la victoire dans un match face aux Rangers du Texas.